# Deoni
La deoni est une race bovine indienne. Elle appartient à la sous-espèce zébuine de Bos taurus.
Elle peut aussi porter les noms de Dongari, Dongarpati, Surti ou Deccani.

## Origine
C'est une race élevée en Inde, principalement dans l'état de Maharashtra. Son nom vient de la ville de Deoni, dans le district de Latur.
Elle pourrait provenir du métissage de gir, de dangi et de races locales hétérogènes.

## Morphologie

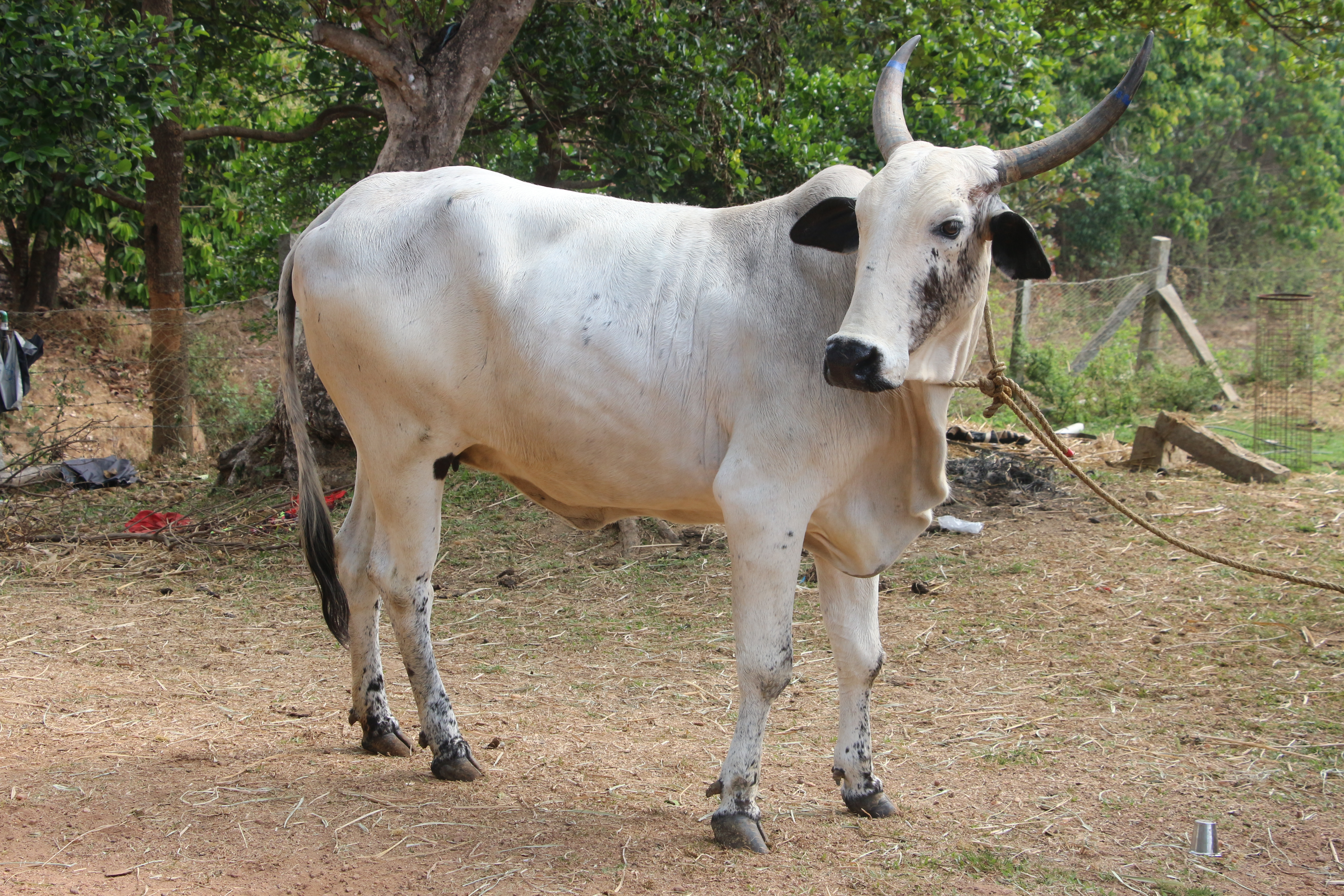
Vache deoni de type « wannera ».

Elle porte une robe blanche mais des taches noires sont courantes. Trois populations sont individualisées : la « wannera » est blanche à taches noires sur les joues, la « balankya » est blanc ou crème avec des taches noires sur le bas du corps et la « shevera » est blanc taché irrégulièrement de noir.
Elle a une tête avec le crâne bombé portant un sillon entre les yeux et des cornes courtes orientées vers l'arrière, ressemblant beaucoup à la gir. Les grandes oreilles pendent et sont un peu recourbées. La bosse zébuine est bien développée chez le taureau, plus discrète chez la vache. Le fanon est important et la peau lâche.
C'est une race de grande taille avec 135 cm pour 590 kg pour le taureau et 122 cm pour 340 kg pour la vache Elle a une bonne musculature donnant une impression de puissance. 

## Aptitudes
Elle est élevée pour sa force de travail. Les bœufs sont dociles, puissants et endurants. 
Les vaches sont de médiocres laitières, mais leur lactation de 1 100 kg sur 300 jours atteint facilement 1 500 en ferme laitière avec nourriture appropriée. Lors de métissage avec les races laitières européennes jersey et Holstein, la descendance donne un bon rendement laitier en conservant une rusticité intéressantes. 
La race est bien adaptée au climat tropical sec avec alternance entre fortes pluies de mousson de sécheresse. la mortalité est faible.

## Élevage
Les animaux sont rustiques et se nourrissent de peu : herbes des fossés et des digues, déchets agricoles (paille de maïs ou sorgho, feuilles de canne à sucre...) Un complément énergétique peut être ajouté pour les vaches laitières ou les bœufs de travail.
Les animaux vivent près de leur propriétaire, voire dans la même maison. Les génisses restent avec leur mère. Les taurillons sont sevrés vers 20 mois et commencent leur dressage avant d'être castrés vers 30 mois. Ils travaillent jusqu'à 10-12 ans.
Le département animal et pêche de sciences vétérinaires de l'université de Karnataka possède un élevage de deoni. Le but est de maintenir une population en race pure, travailler sur les qualités intrinsèques de la race et étudier les améliorations de production (notamment laitière) par une maitrise de la qualité du fourrage.

## Sources